# Maleïts malparits
Maleïts malparits (títol original en anglès, Inglourious Basterds) és una pel·lícula dirigida per Quentin Tarantino estrenada l'any 2009. És una ficció ucrònica situada a la França ocupada per l'Alemanya Nazi a la Segona Guerra Mundial, a la que una formació de soldats americans jueus col·laboren amb la propietària d'un teatre parisenc per acabar amb el nazisme. Aquesta pel·lícula ha estat doblada al català.

## Argument
Nota: Tota aquesta secció està referenciada al guió original de la pel·lícula.
El Coronel Hans Landa de les SS visita la granja d'un agricultor sobre el que planegen rumors que situen a una família de jueus amagada a la seva propietat. Amenaça al granger cada cop amb més serietat, i al final aquest acaba cedint indicant que els té al soterrani. Mana disparar des de dalt, assassinant a tota la família, tret de la filla gran, Shosanna, a qui finalment Landa deixa escapar, pensant que ja no és una amenaça.
Tres anys més tard, a la primavera de 1944, el tinent Aldo Raine del primer departament de serveis especials estableix un comandament de vuit soldats americans jueus destinats a caure amb paracaigudes darrere de les línies enemigues per atemorir els soldats alemanys. Funcionant de manera furtiva, creen emboscades a formacions de la Wermacht i les SS, massacren sistemàticament els seus soldats, arrencant la cabellera de cada un d'ells. Coneguts com a "bastards", tenen una política de no deixar presoners, amb excepcions com la d'un soldat que deixen amb vida per fer arribar de la seva existència a Adolf Hitler. Aquest li parla de l'emboscada en què va caure la seva formació, i sobre l'assassinat d'un sergent amb un bat de beisbol per part d'un dels bastards, Donny Donowitz, anonomenat "ós jueu". Un cop ho narra tot explica que després li van gravar una esvàstica al front amb un ganivet.
Shosanna, havent canviat la seva identitat per anomenar-se Emmanuelle Mimieux, s'havia convertit en la propietària d'un cinema a París. Va a una trobada amb un actor alemany, Fredrick Zoller. Més tard, s'assabenta que és un franctirador que els seus reconeixements militars a Itàlia el van fer destacar, sent cridat per sortir a una pel·lícula de propaganda nazi, The Pride of the Nation. Zoller, molt atret per Shosanna, convenç a Joseph Goebbels perquè organitzi l'estrena la pel·lícula al seu cinema. Shosanna s'adona ràpidament de la presència de molts alts dignataris nazis i veu que té l'oportunitat de venjar-se a la seva família. Decideix, amb l'ajuda del seu amant, Marcel, cremar el seu cinema fent servir les pel·lícules que hi emmagatzema, de nitrats extremadament inflamables. Davant la gran quantitat d'alts càrrecs que assisteixen a la vetllada, entre ells el mateix Goebbels, assignen per protegir l'esdeveniment al coronel Landa, a qui Shosanna veu reaparèixer. Ella no està segura de que la vagi a reconèixer.
Archie Hicox, tinent britànic, és convocat per participar en l'Operació Kino, organitzada la famosa actriu alemanya Bridget von Hammersmark, espia aliada de la Gran Bretanya. L'operació es realitza després de l'anunci de l'estrena de la pel·lícula a París, sabent que reuniria molts oficials nazis, pretenent infiltrar a Hicox i dos dels bastards, parlant alemany i passant com a oficials de la Wehrmacht amics de Von Hammersmark. El seu punt de trobada, situat en una taverna d'un petit poble situat a pocs quilòmetres de París, es torça amb la presència fortuïta d'un grup de soldats alemanys i un oficial de la Gestapo, que escolta un accent estrany i la manera de demanar alcohol per tres d'Hicox, sabent que els alemanys fan el tres amb la mà amb el polze. S'apunten mútuament amb les seves armes, disparant i morint tots els presents, a excepció de Von Hammersmark, ferida a la cama durant el tiroteig. Quan Aldo Raine la interroga s'assabenta que, al contrari del que tots esperaven, Hitler té la intenció d'assistir l'estrena. Decideix substituir els espies per ell mateix, Donny Donowitz i Omar Ulmer, fent-se passar com a amics italians de l'actriu. Landa, més tard, investiga l'escena de la massacre i troba la sabata d'una dona i un autògraf que Von Hammersmark havia signat a un soldat alemany.
Durant l'estrena, Landa fa que Von Hammersmark provi la sabata que va trobar, per demostrar així que és una traidora. Tenint informació va a arrestar a Aldo Raine. Smithson Utivich, Donowitz i Ulmer ja que havien agafat els seus llocs a la sala, amb els turmells envoltats d' explosius. Landa es troba amb Raine, qui li ofereix que es rendeixi i no intervingui contra el seu intent d'atacar el cinema. A canvi, li ofereix immunitat i una jubilació daurada als Estats Units, amb la ciutadania inclosa, oferiment ratificat per un oficial a través d'una ràdio.
Dins el cinema, mentre es projecta la pel·lícula, Zoller desapareix per anar-se'n a veure a Shosanna a la cabina de projecció. Ella l'empeny, més que molesta per la seva actitud, i li dispara varies vegades. Zoller cau al terra, però en una distracció aconsegueix disparar-la a ella abans de morir. Abans d'acabar la pel·lícula es projecta a la pantalla, estant programada, una pel·lícula enregistrada per Shosanna, dient als presents que seran assassinats per una jueva. Havent tancat les sortides, Marcel pren un munt de pel·lícules de nitrat amagades darrere de la pantalla, que s'encén gairebé a l'instant i comença a incendiar tot el cinema. Ulmer i Donowitz, havent escapat de la cambra abans que es tanqui, entren a la llotja on es estan Hitler i Goebbels per massacar-los. Tot seguit comencen a disparar a l'atzar a la multitud en pànic, fins que els detonadors es disparen i volen tot el cinema.
L'endemà, Landa i un operador de ràdio condueixen a Aldo Raine i Utivich a les línies americanes i, d'acord amb el pacte, es rendeixen. Utivich emmanilla Landa, i un cop fet això Raine dispara a l'altre home, indignant al coronel. Aldo Raine argumenta que el pacte era per la vida de Landa, no de l'altre subjecte. No volent a veure un nazi que abandonava el seu uniforme per caminar tan tranquil pel món sense que ningú l'identifiqués com a tal, i disgustat amb que Landa es desprengui tan fàcilment del que és i ha estat fins aleshores, li talla profundament una esvàstica al front que no es podrá treure mai.

## Repartiment[2]
- Brad Pitt: Tinent Aldo Raine
- Mélanie Laurent: Shosanna
- Christoph Waltz: Coronel Hans Landa
- Eli Roth: Sargent Donny Donowitz
- Michael Fassbender: Tinent Archie Hicox
- Diane Kruger: Bridget von Hammersmark
- Daniel Brühl: Fredrick Zoller
- Til Schweiger: Sargent Hugo Stiglitz
- Gedeon Burkhard: Wilhelm Wicki
- Jacky Ido: Marcel
- B.J. Novak: Smithson Utivich
- Omar Doom: Omar Ulmer
- August Diehl: Major Hellstrom
- Denis Menochet: Perrier LaPadite
- Sylvester Groth: Joseph Goebbels
- Martin Wuttke: Adolf Hitler
- Mike Myers: General Ed Fenech
- Julie Dreyfus: Francesca Mondino
- Samuel L. Jackson: narrador (veu) - no surt als crèdits

## Premis i nominacions
Principals premis i nominacions de la pel·lícula:

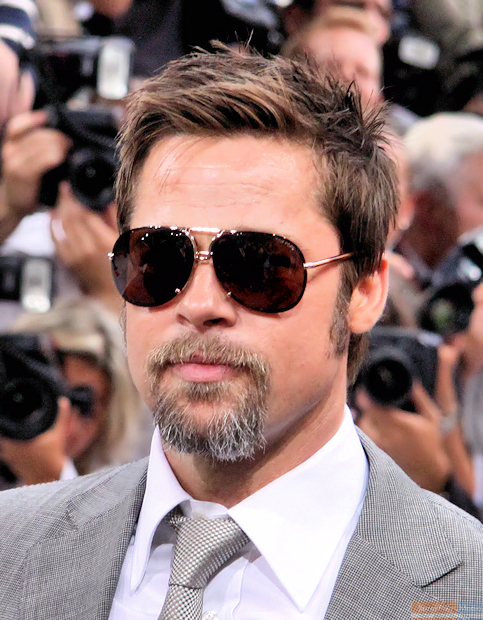
Brad Pitt a l'estrena de la pel·lícula a Berlín, el 2009.

### Premis
- Oscar al millor actor de repartiment: Cristoph Waltz
- Premi al millor actor (Festival de Canes): Christoph Waltz
- Premi del Sindicat d'Actors de Cinema al millor repartiment: Mélanie Laurent
- Premi del Sindicat d'Actors de Cinema al millor actor secundari: Christoph Waltz
- Globus d'Or al millor actor secundari: Christoph Waltz
- Premi BAFTA al millor actor secundari: Christoph Waltz

### Nominacions
- Oscar a la millor pel·lícula, direcció, guió original, fotografia, muntatge i edició de so.
- Premis BAFTA: a la millor fotografia, direcció,  muntatge, disseny de producció i millor guió original.
- Palma d'Or al Festival de Cinema de Canes: Quentin Tarantino
- Globus d'Or: al millor director, millor  guió, i millor pel·lícula dramàtica.
- Premi Grammy a la millor banda sonora.
- Premi del Sindicat d'Actors de Cinema a la millor actriu secundària: Diane Kruger

## Banda sonora
Es tracta del primer cop que Quentin Tarantino no inclou peces de diàleg a la banda sonora d'una pel·lícula seva.
L'àlbum va sortir a la venda el 18 d'agost de 2009, i consta dels següents temes:
1. The Green Leaves Of Summer - Nick Perito
2. The Verdict (Dopo La Condanna) - Ennio Morricone
3. White Lightning (tema principal) - Charles Bernstein
4. Slaughter - Billy Preston
5. The Surrender (La Resa) - Ennio Morricone
6. One Silver Dollar (Un Dollaro Bucato) - The Film Studio Orchestra
7. Davon Geht Die Welt Nicht Unter - Zarah Leander
8. The Man With The Big Sombrero - Samantha Shelton i Michael Andrew
9. Ich Wollt Ich Waer Ein Huhn - Lilian Harvey i Willy Fritsch
10. Main Theme From Dark Of The Sun - Jacques Loussier
11. Cat People (Putting Out The Fire) - David Bowie
12. Tiger Tank - Lalo Schifrin
13. Un Amico - Ennio Morricone
14. Rabbia E Tarantella - Ennio Morricone